# Finding Aids (Ayudas de búsqueda)
En el contexto de la archivística, las "finding aids" (ayudas para la búsqueda), son las herramientas que ofrecen información sobre una colección específica de registros que está detallada, indexada y procesada dentro de un archivo. Las ayudas para la búsqueda a menudo consisten en un inventario documental y una descripción de los materiales, su fuente y su estructura. Suelen ser compiladas por la entidad de origen, procedencia de la colección o por un archivero o bibliotecario durante el procesamiento del archivo . De la misma forma, sirve para localizar información específica dentro de la colección y también puede ayudar al repositorio de archivos a administrar sus materiales y recursos. 

## Historia
El concepto de ayuda para la búsqueda se remonta a los orígenes de los archivos y refleja la historia de la información. Los antiguos sumerios crearon sus propios sistemas de índices para poder localizar documentos burocráticos y administrativos específicos. 
En los siglos XIX y XX  las ayudas eran documentos en papel, como listas o fichas. En aquel momento para poder acceder a este tipo de búsquedas se accedía a través del referencista, que era quién ejercía la función de puente entre el investigador y las colecciones. Con el tiempo este método quedó obsoleto debido a su falta de precisión, lo que dio lugar a que las bibliotecas tuviesen que rehacer las búsquedas. 
Las bibliotecas y archivos tardaron bastante tiempo en alejarse completamente de las ayudas para la búsqueda de copias en papel. Gran parte de eso tenía que ver con las demandas de los investigadores y aquellos que querían una ayuda física en sus manos frente a las copias en línea. 
Actualmente se pueden crear en formatos electrónicos como hojas de cálculo o bases de datos. El formato estándar legible por máquina para ayudas de búsqueda de colección de manuscrito es la Descripción de archivo codificado, ampliamente utilizado en los Estados Unidos, Canadá, el Reino Unido, Francia, Australia y otros países. 

## Conceptos generales
Las ayudas para la búsqueda son herramientas que ayudan al usuario a encontrar información en un grupo de registros, colección o serie de materiales de archivo específicos. Los ejemplos de ayudas para la búsqueda incluyen inventarios publicados y no publicados, listas de contenedores y carpetas, catálogos de tarjetas, calendarios, índices, registros y guías institucionales. Las publicaciones formales que ayudan a un usuario a encontrar información sobre un grupo de registros, una colección o una serie de materiales de archivo también están ayudando.
Ayuda a los usuarios a ubicar las herramientas de búsqueda para el grupo de registros, la colección o los materiales de archivo e identifica el tipo de herramientas de búsqueda disponibles. 

### Contenido
El contenido de una ayuda para la búsqueda puede diferir según el tipo de material que describe. Una ayuda para la búsqueda incluye una descripción del alcance de la colección, información biográfica e histórica relacionada con la colección, y restricciones en el uso o acceso a los materiales. Además, pueden incluir encabezados de materia extraídos de diferentes vocabularios controlados como por ejemplo LCSH o AAT, y también hacer referencias cruzadas a colecciones relacionadas en otros repositorios. Los elementos de datos esenciales para encontrar ayudas están definidos por el Consejo Internacional de Archivos en la ISAD (G). Existen diversas implementaciones nacionales de la Descripción General Internacional de Archivos, como Describing Archives: A Content Standard , utilizado en los EE. UU.

## Estructura
La Descripción básica, la Descripción general de la colección o la Información resumida suele ser la primera sección de una ayuda de búsqueda, que contiene información sobre el creador de la colección, el espacio físico que ocupa la colección en el archivo y el rango de fechas y un resumen de sus documentos. Una nota biográfica / histórica describe una colección desde la perspectiva del período de tiempo en que se creó, proporcionando información de antecedentes sobre una persona u organización. También puede describir la historia de la colección. La nota de alcance y contenido explica brevemente la procedencia de la colección, su disposición y rango de fechas, y en general qué tipo de materiales contiene: cartas, informes, fotografías, audio / video, etc. 

### Cómo leer ayudas para la búsqueda

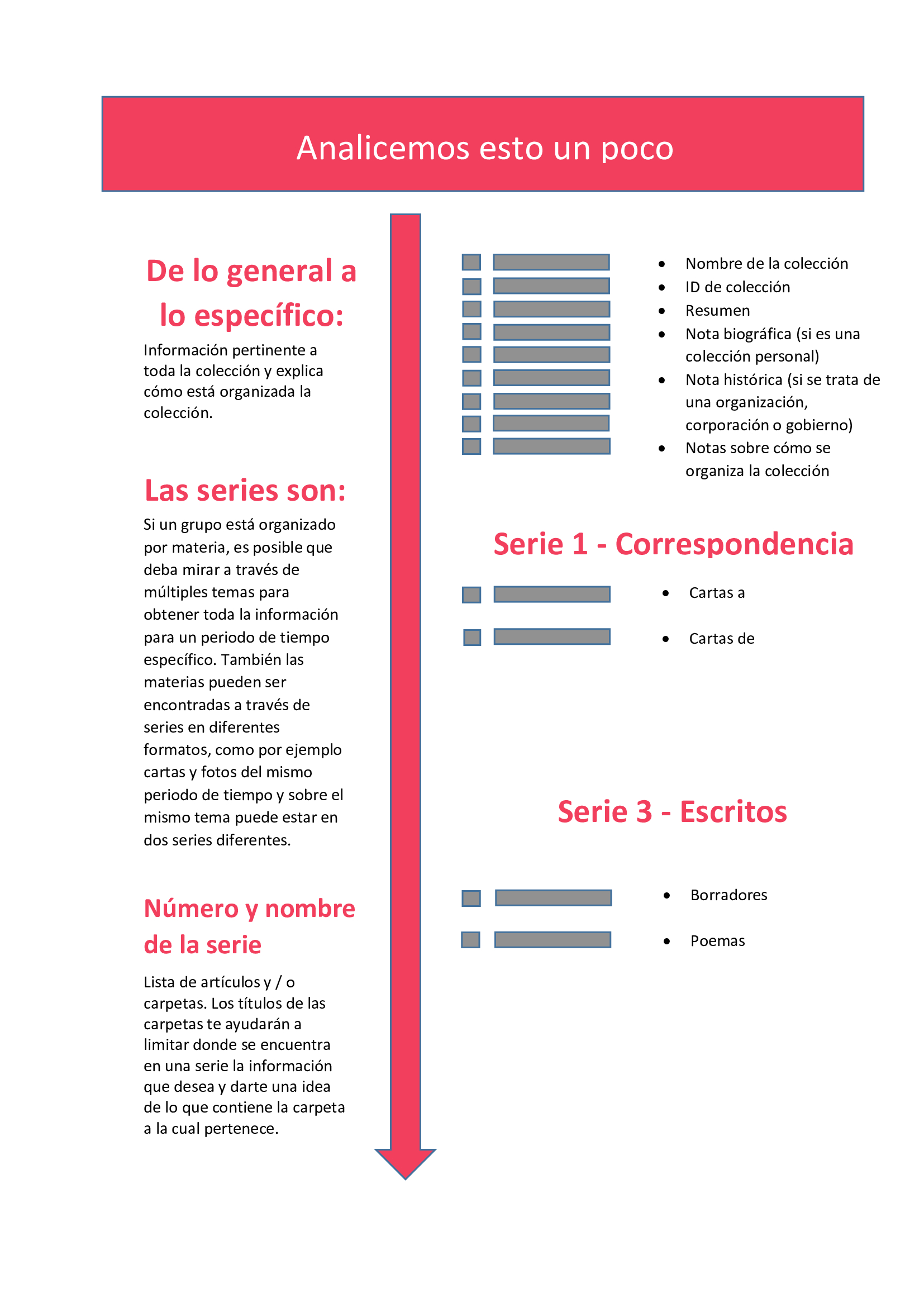
Representa el proceso en el que se estructura la información de una colección

Primero se va a dar información sobre cómo saber si las ayudas de búsqueda están estructuradas. 
Las colecciones, especialmente las grandes, se dividen en secciones de artículos similares o material relacionado. Los archiveros llaman a estas agrupaciones "serie." Dentro de una serie, el material también se organiza, generalmente alfabéticamente o cronológicamente. La estructura es jerárquica y diseñado para ayudarlo a identificar los materiales que desea dentro de un gran agrupación de material sin describir miles de artículos individuales. 

## Estándares de contenido

### Descripción de archivo codificado (EAD)
La Descripción de archivo codificado se creó en 1998. Al igual que MARC para los registros de catálogo, EAD es un estándar para la codificación de ayudas de búsqueda para su uso en un entorno en red o en línea. EAD esencialmente le dice a los archiveros cómo pueden describir sus colecciones de archivos de manera coherente con las normas nacionales. Aunque EAD es un nuevo desarrollo descriptivo que emerge de la tecnología de la información de fines del siglo XX, su estructura y, por lo tanto, la capacidad de los archiveros de usar EAD, se basa directamente en los principios tradicionales de la disposición y descripción de los archivos. Gran parte de la información considerada esencial para crear una buena ayuda para encontrar EAD son datos que los archiveros han creado habitualmente durante el proceso de adquisición, organización y descripción de materiales. Este capítulo busca demostrar que mucho sobre EAD es un terreno familiar para los archiveros. 

#### Estructura
EAD es una estructura compleja que, si se utiliza por completo, presenta a su repositorio oportunidades para compilar, buscar, recuperar y personalizar sus ayudas de búsqueda de infinitas maneras. El potencial para hacer esto se deriva casi por completo de una codificación consistente y extensa del contenido intelectual dentro de las ayudas de búsqueda. Al utilizar juiciosamente las etiquetas de contenido intelectual de EAD, se puede crear una ayuda de búsqueda altamente flexible que puede funcionar tanto como el tipo de documento lineal que estamos acostumbrados a crear como una base de datos estructurada y con capacidad de búsqueda. Es importante tener en cuenta que aunque EAD proporciona una estructura estandarizada para la información sobre la búsqueda de ayudas y las colecciones que describen, en su forma actual no exige el uso de ningún estándar sobre cómo se determina e ingresa el contenido de cada elemento de datos. 

### Descripción estándar de archivo (DACS)
La Society of American Archivists adoptó Describing Archives: A Content Standard (DACS) como el estándar de contenido oficial de la comunidad de archivos de EE. UU. en el año 2005. DACS fue diseñado para crear una variedad de descripciones de archivo, incluyendo la búsqueda de ayudas y registros de catálogo. Reemplazó archivos, papeles personales y manuscritos, que habían servido a la comunidad de archivos de EE.UU durante más de dos décadas.
DACS es un estándar que es independiente de formas particulares de salida en sistemas de información dados, como catálogos manuales y electrónicos, bases de datos y otros formatos de ayuda para la búsqueda.